# William Langer
William Langer (Casselton, 1886. szeptember 30. – Washington, 1959. november 8.) az Amerikai Egyesült Államok szenátora (Észak-Dakota, 1941–1959).